# Barenton-Bugny
Barenton-Bugny è un comune francese di 591 abitanti situato nel dipartimento dell'Aisne della regione dell'Alta Francia.

## Società

### Evoluzione demografica
Abitanti censiti